# Per Emanuel Huss

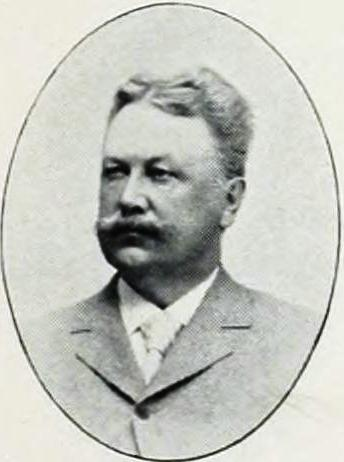
Per Emanuel Huss

Per Emanuel Huss, född 28 juni 1849 i Härnösand, död där 3 januari 1913, var en svensk dispaschör och kommunalpolitiker.
Huss blev student vid Uppsala universitet 1868 och avlade hovrättsexamen 1872. Efter specialstudier i utlandet blev han dispaschör i Härnösand 1878. Han bildade 1886 Nordiska ångfartygsassistentföreningen och blev därefter dess verkställande direktör. Han var ledamot av stadsfullmäktige 1888–1908, under en del år dess vice ordförande. Han blev ledamot av Västernorrlands läns landsting 1890 och ordförande i finansutskottet 1893. Han var styrelseordförande i Härnösand–Sollefteå Järnvägs AB, om vars tillkomst han inlade stor förtjänst. Han blev ledamot av styrelsen för Riksbankens kontor i Härnösand 1890 och var under senare år dess ordförande. Han var ledamot av Navigationsskolans styrelse och dess ordförande 1902 samt ordförande i handels- och sjöfartsnämnden 1890.